# Jean-Yves Dubois
Pour les articles homonymes, voir Dubois.
Jean-Yves Dubois, né le 27 février 1958 à Chartres et mort le 16 janvier 2003 à Paris 9e, est un acteur français de cinéma et de théâtre, sociétaire de la Comédie-Française de 1990 à sa mort.

## Biographie
Après une enfance en Afrique de l'Ouest (au Togo et au Sénégal), Jean-Yves Dubois entame des études de médecine mais les abandonne pour entrer au Conservatoire national de Paris, où il suit les cours de Pierre Debauche, Jean-Paul Roussillon et d'Antoine Vitez qui, l'appréciant particulièrement, le fera dès le début des années 1980 jouer dans un grand nombre de ses créations. Entré en 1984 à la Comédie-Française, il devient le 482e sociétaire de la Comédie-Française en 1990.
Acteur qualifié par Catherine Hiegel d'« atypique, doux, hypersensible et inattendu », « il s'attachait dans son rapport à la langue à expérimenter, variable et mouvant tel un peintre » selon Marcel Bozonnet.
Alors qu'il rentre de Dakar — où il travaillait à une pièce — pour participer aux premières répétitions de la pièce russe La Forêt (1871) d'Alexandre Ostrovski dans une mise en scène de Piotr Fomenko pour la Comédie-Française (pour tenir le rôle d'Infortunatov), il reçoit une valise sur le dos et, à la suite d'un mauvais diagnostic médical, meurt le soir même à son domicile parisien d'une crise cardiaque,. Il repose au cimetière de Villerville dans le Calvados.

### Vie privée
Jean-Yves Dubois a vécu douze années avec Muriel Mayette,. Il  s'est ensuite marié à Guillemette Bonvoisin.

## Filmographie
- 1978 : Le Temps d'une république : Un soir d'hiver, place de la Concorde (téléfilm)
- 1981 : Julien Fontanes, magistrat (série télévisée, épisode La dixième plaie d'Égypte)
- 1983 : Richelieu ou la Journée des dupes (téléfilm) de Jean-Dominique de La Rochefoucauld – Saint-Simon
- 1983 : Ballade à blanc de Bertrand Gauthier – Jean
- 1983 : Les Yeux des oiseaux de Gabriel Auer –
- 1983 : Vive la sociale ! de Gérard Mordillat – Vantrou
- 1991 : Le Roman (court métrage) de Grégoire Oestermann
- 1992 : La Vie de Galilée (téléfilm) d'Hugo Santiago
- 1994 : La Servante aimante de Jean Douchet –
- 1996 : Sortez des rangs de Jean-Denis Robert –
- 1996 : La Propriétaire d'Ismail Merchant – Fan-Fan
- 1997 : Port Djema d'Éric Heumann – Pierre Feldman
- 1997 : Poil de Carotte – M. Lepic, père de Poil de Carotte
- 1997 : Mange ta soupe de Mathieu Amalric – Le fils
- 2003 : Une grande fille comme toi (téléfilm) de Christophe Blanc

## Théâtre
- 1980 : La Terrasse de Midi de Maurice Clavel, mise en scène Christian Benedetti, Carré Sylvia Monfort
- 1980 : Kings d'après William Shakespeare, mise en scène Denis Llorca
- 1981 : Voyage dans la Lune de Savinien de Cyrano de Bergerac, mise en scène Denis Llorca
- 1982 : Hippolyte de Robert Garnier, mise en scène Antoine Vitez, Théâtre national de Chaillot – Hippolyte
- 1983 : Hamlet de William Shakespeare, mise en scène Antoine Vitez, Théâtre national de Chaillot – Horacio
- 1983 : Adelbert le Botaniste d'après Chamisso, co-mise en scène avec Sophie Loucachevsky, Théâtre national de Chaillot
- 1984 : La Mouette d'Anton Tchekhov, mise en scène Antoine Vitez, Théâtre national de Chaillot – Treplev
- 1984 : Cinna de Pierre Corneille, mise en scène Jean-Marie Villégier, Comédie-Française – Maxime
- 1985 : Le Triomphe de l'amour de Marivaux, mise en scène Alain Halle Halle, Comédie-Française – Agis
- 1985 : Hortense a dit, je m'en fous de Georges Feydeau, mise en scène Stuart Seide, Comédie-Française – Follbraguet
- 1985 : Macbeth de William Shakespeare, mise en scène Jean-Pierre Vincent, Festival d'Avignon – Malcolm
- 1986 : L'Échange de Paul Claudel, mise en scène Antoine Vitez, Théâtre national de Chaillot – Louis Laine
- 1986 : Un Chapeau de paille d'Italie d'Eugène Labiche, mise en scène Bruno Bayen, Comédie-Française – Bobin
- 1987 : Les Femmes savantes de Molière, mise en scène Catherine Hiegel, Comédie-Française – Clitandre
- 1987 : Polyeucte de Pierre Corneille, mise en scène Jorge Lavelli, Comédie-Française – Fabian
- 1988 : Un Bon Patriote ? de John Osborne, mise en scène Jean-Paul Lucet, Théâtre national de l'Odéon – Siczynski, Kovacs, Jerzbeck
- 1988 : Le Bourgeois gentilhomme de Molière, mise en scène Jean-Luc Boutté, Comédie-Française – Cléonte
- 1988 : Les Amis font le Philosophe de Jacob Lenz, mise en scène Bernard Sobel, Théâtre de Gennevilliers – Strephon
- 1989 : La Célestine de Fernando de Rojas, mise en scène Antoine Vitez, Festival d'Avignon – Parmeno
- 1989 : Comme il vous plaira de William Shakespeare, mise en scène Lluís Pasqual (es), Comédie-Française – Orlando
- 1989 : Et les Chiens se taisaient d'Aimé Césaire, réalisation Marcel Bozonnet, lecture Festival d'Avignon
- 1990 : La Vie de Galilée de Bertolt Brecht, mise en scène Antoine Vitez, Comédie-Française – Andrea Sarti
- 1990 : Huis Clos de Jean-Paul Sartre, mise en scène Claude Régy, Comédie-Française – Le Garçon
- 1990 : Aïda Vaincue de René Kalisky, mise en scène Patrice Kerbrat, Théâtre national de la Colline – Bob
- 1990 : Lorenzaccio d'Alfred de Musset, mise en scène Georges Lavaudant, Comédie-Française – Pierre Strozzi
- 1991 : Iphigénie de Jean Racine, mise en scène Yannis Kokkos, Théâtre national de Strasbourg – Achille
- 1992 : Caligula d'Albert Camus, mise en scène Youssef Chahine, Comédie-Française – Caligula
- 1992 : La Serva amorosa de Carlo Goldoni, mise en scène Jacques Lassalle, Comédie-Française – Florindo
- 1993 : Le Canard sauvage d'Henrik Ibsen, mise en scène Alain Françon, Comédie Française – Greger Werle
- 1995 : La Thébaïde de Jean Racine, mise en scène Yannis Kokkos, Comédie-Française – Polynice
- 1995 : Mille Francs de récompense de Victor Hugo, mise en scène Jean-Paul Roussillon, Comédie-Française – Glapieu
- 1996 : Long voyage du jour à la nuit d'Eugène O'Neill, mise en scène Alain Françon, Théâtre du Vieux Colombier – James Tyrone junior
- 1997 : Dans la Compagnie des hommes d'Edward Bond, mise en scène Alain Françon, Théâtre national de la Colline – Léonard
- 1997 : Andromaque de Jean Racine, mise en scène Jean-Louis Martinelli, Théâtre national de Strasbourg  – Pyrrhus
- 1998 : La Cerisaie d'Anton Tchekhov, mise en scène Alain Françon, Comédie-Française – Trofimov
- 1999 : Les Huissiers de Michel Vinaver, mise en scène Alain Françon, Théâtre national de la Colline – Niepce
- 1999 : La Concession Pilgrim d'Yves Ravey, mise en scène Joël Jouanneau, Studio-Théâtre – Donowitz
- 1999 : Hommes de Plein Vent de Jean Métellus, lecture Festival Fureur de Lire, Théâtre de Toulouse
- 2000 : Onysos le Furieux de Laurent Gaudé, mise en scène Yannis Kokkos, Théâtre national de Strasbourg – Onysos
- 2000 : Le Retour d'Harold Pinter, mise en scène Catherine Hiegel, Comédie Française – Teddy
- 2001 : Le Langue à Langue des chiens de roche de Daniel Danis, mise en scène Michel Didym, Théâtre du Vieux Colombier – Coyote
- 2002 : Lenz, Léonce et Léna chez Georg Büchner, mise en scène Matthias Langhoff, Comédie Française – Lenz, Léonce
- 2002 : Roi Lear de Rodrigo Garcia, lecture Festival Mousson d'été, Studio-Théâtre
- 2002 : Le Tigre Bleu de l'Euphrate de Laurent Gaudé, mise en lecture de Michel Didym, Festival Mousson d'été, Pont à Mousson

## Distinctions

### Récompense
- Prix du Syndicat de la critique 1995 : meilleur comédien dans Mille Francs de récompense et La Thébaïde

### Décoration
- Chevalier de l'ordre des Arts et des Lettres